# Malcolm Frager
Malcolm Monroe Frager (ur. 15 stycznia 1935 w Saint Louis w stanie Missouri, zm. 20 czerwca 1991 w Pittsfield w stanie Massachusetts) – amerykański pianista.

## Życiorys
Jako dziecko uczył się gry na fortepianie, wystąpił publicznie po raz pierwszy w wieku zaledwie 6 lat. W latach 1942–1949 był uczniem Carla Madlingera. W wieku 10 lat wystąpił z Saint Louis Symphony Orchestra pod batutą Vladimira Golschmanna, wykonując XVII koncert fortepianowy (KV 453) W.A. Mozarta. W latach 1949–1955 odbył studia pod kierunkiem Carla Friedberga w Nowym Jorku. Od 1951 do 1952 roku był też uczniem American Conservatory w Fontainebleau. Studiował filologię rosyjską na Columbia University (dyplom 1957). Zdobył pierwsze nagrody w Konkursie im. M. Leventritta w Nowym Jorku (1959) i Międzynarodowym Konkursie Muzycznym im. Królowej Elżbiety Belgijskiej w Brukseli (1960).
Zdobył popularność licznymi koncertami w wielu krajach. Nagrywał dla wytwórni RCA Records, BASF Records, Qualiton Records, Miełodija. Jego repertuar obejmował zarówno utwory okresu klasycyzmu, jak i współczesne. Wykonywał mało znane i nieczęsto prezentowane kompozycje takie jak oryginalna wersja I Koncertu fortepianowego Piotra Czajkowskiego.
Był członkiem Stowarzyszenia Chrześcijańskiej Nauki, zmarł na skutek nieleczonego z powodów religijnych raka.